# Apium sellowianum
Apium sellowianum är en flockblommig växtart som beskrevs av H.Wolff. Apium sellowianum ingår i släktet sellerier, och familjen flockblommiga växter. Inga underarter finns listade i Catalogue of Life.

## Bildgalleri

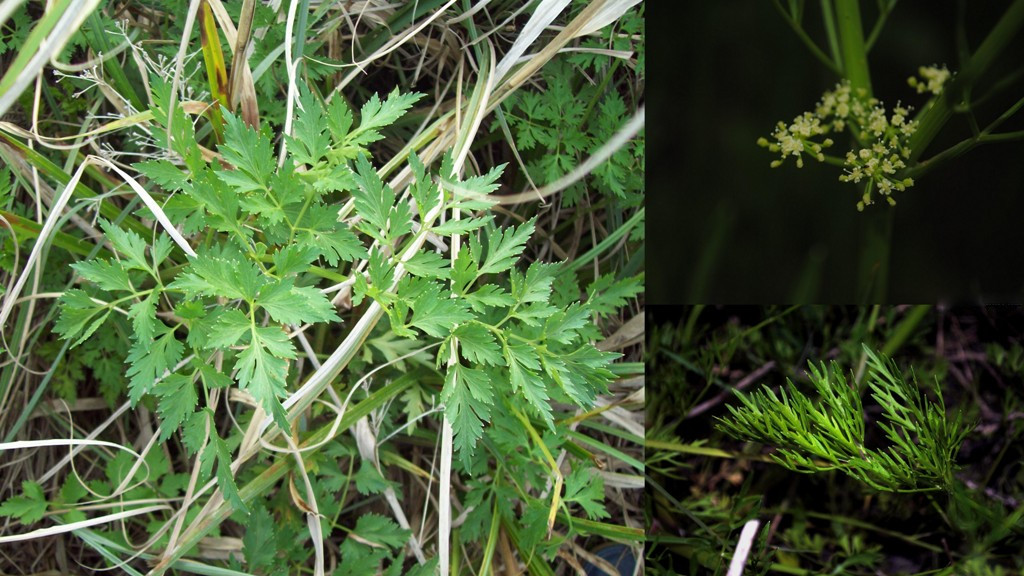